# Beund (Großrinderfeld)
Beund ist ein Wohnplatz auf der Gemarkung des Großrinderfelder Ortsteils Schönfeld im Main-Tauber-Kreis im fränkisch geprägten Nordosten Baden-Württembergs.

## Geographie

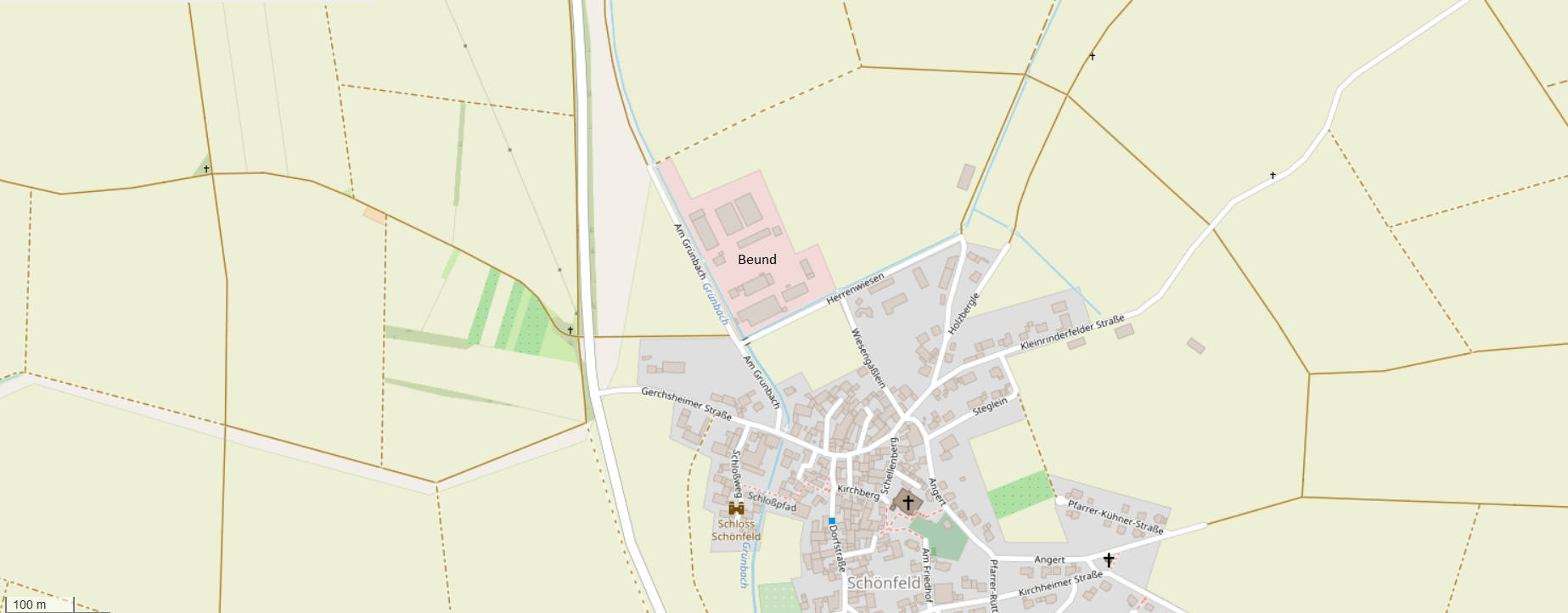
Lage des Wohnplatzes Beund nördlich von Schönfeld

Der Wohnplatz Beund liegt etwa 200 Meter nördlich des Dorfes Schönfeld. In nordnordwestlicher Richtung folgt nach etwa 2,5 Kilometern das Gewerbegebiet Gerchsheim und nach etwa 3,5 Kilometern der Großrinderfelder Stadtteil Gerchsheim.
Der Grünbach führt unmittelbar am Wohnplatz vorbei.

## Verkehr
Der Wohnplatz ist vom angrenzenden Dorf Gerchsheim über die Straßen Am Grünbach, Wiesengäßlein und Herrenwiesen zu erreichen.